# Osorkon III

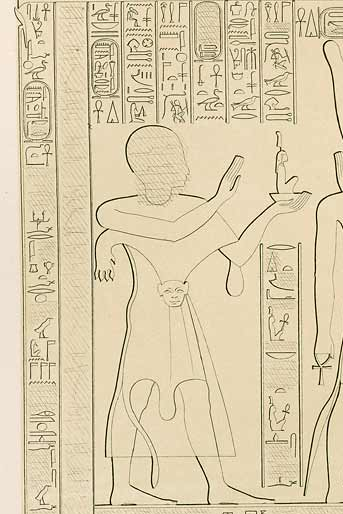
Tấm bia mô tả Osorkon khi còn là tư tế. Trên đó có khắc tên của vua Takelot II, hoàng hậu Karomama II và Đại tư tế Nimlot C (ông của Osorkon)

Usermaatre Setepenamun Osorkon III Si-Ese là một pharaon thuộc Vương triều thứ 23 trong lịch sử Ai Cập cổ đại. Osorkon III được chứng thực rõ ràng trong biên niên sử của ông, bao gồm những văn tự ghi lại những hoạt động của ông khi còn là hoàng tử, được khắc trên Cánh cổng Bubastite tại Karnak.

## Gia quyến
Osorkon III là con của pharaon Takelot II và hoàng hậu Karomama II, chị em ruột với Takelot II. Ông có một người em ruột là Bakenptah, dựa trên một văn bản có đánh dấu năm thứ 39 của Shoshenq III. Osorkon có 2 bà vợ: chính cung Karoadjet và thứ phi Tentsai. Các người con:
- Công chúa Shepenupet I, người con duy nhất của hoàng hậu Karoadjet, được phong "Vợ của thần Amun" và "Chúa tể của hai vùng đất"[3]. Khi Kashta, một vị vua của Vương triều thứ 25, mở rộng lãnh thổ đến vùng Thebes, ông đã buộc công chúa phải nhận con gái ông, Amenirdis I, làm người kế vị[4].
- Takelot III, con của thứ phi Tentsai, kế vị trực tiếp của Osorkon III.
- Rudamun, con của thứ phi Tentsai, kế vị Takelot III.

## Trị vì
Osorkon III cai trị trong 28 năm, lên ngôi khoảng giữa những năm 790 TCN. Một điều đáng lưu ý là ông đã không lên ngôi ngay lập tức sau khi đánh bại Shoshenq VI mà chờ khoảng 2 - 3 năm sau. Có thể đây là khoảng thời gian để Osorkon dẹp yên đám tàn dư của phe đối lập.
Osorkon III được chứng thực qua nhiều tấm bia và các khối gạch từ Herakleopolis Magna đến Thebes. Một tấm bia được phát hiện vào năm 1982 cho thấy rằng Osorkon III đã từng là một Đại tư tế trước khi làm vua. Theo đó, Osorkon III được đồng nhất với tư tế Osorkon B, người đã đánh bại đối thủ vào năm thứ 39 của Shoshenq III. Giả thuyết này sau đó được nhiều nhà Ai Cập học chấp nhận.
"Văn khắc mực nước sông Nin" số 6 và 7 đánh dấu năm thứ 6 và 7 của Osorkon III, ông đã gọi mẹ mình là thái hậu Kamama Merymut. Trong khi đó, mẹ của tư tế Osorkon B là Ka(ra)mama Merymut II. Sự khác biệt đôi chút về tên của bà chắc chắn chỉ đến cùng một người, Osorkon III, cũng là Osorkon B.
Cũng theo các nhà nghiên cứu, Osorkon đã sống đến khoảng 80 tuổi, vì sức yếu nên ông đã chọn Takelot III là người đồng cai trị với mình. Điều này được ghi chép trong "Văn khắc mực nước sông Nin" số 13.